# Воскресеновка (Оренбурзький район)
Воскресе́новка (рос. Воскресеновка) — село у складі Оренбурзького району Оренбурзької області, Росія.

## Населення
Населення — 116 осіб (2010; 117 у 2002).
Національний склад (станом на 2002 рік):
- росіяни — 77 %